# Oxyna parva
Oxyna parva är en tvåvingeart som beskrevs av Chen 1938. Oxyna parva ingår i släktet Oxyna och familjen borrflugor. Inga underarter finns listade i Catalogue of Life.